# Crinum mauritianum
Crinum mauritianum là một loài thực vật có hoa trong họ Amaryllidaceae. Loài này được Lodd. mô tả khoa học đầu tiên năm 1822.

## Hình ảnh

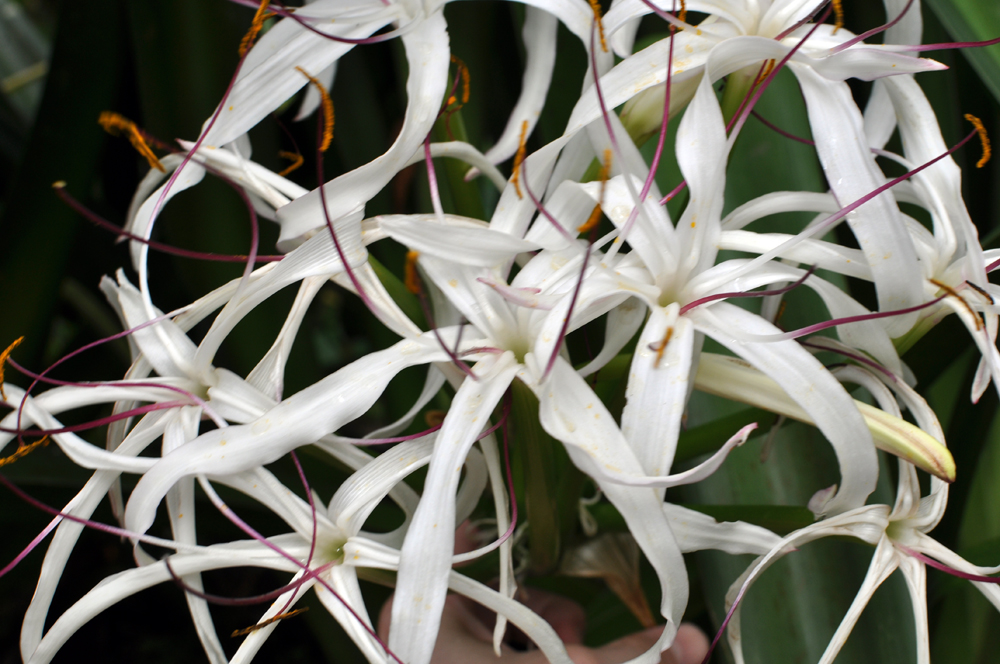
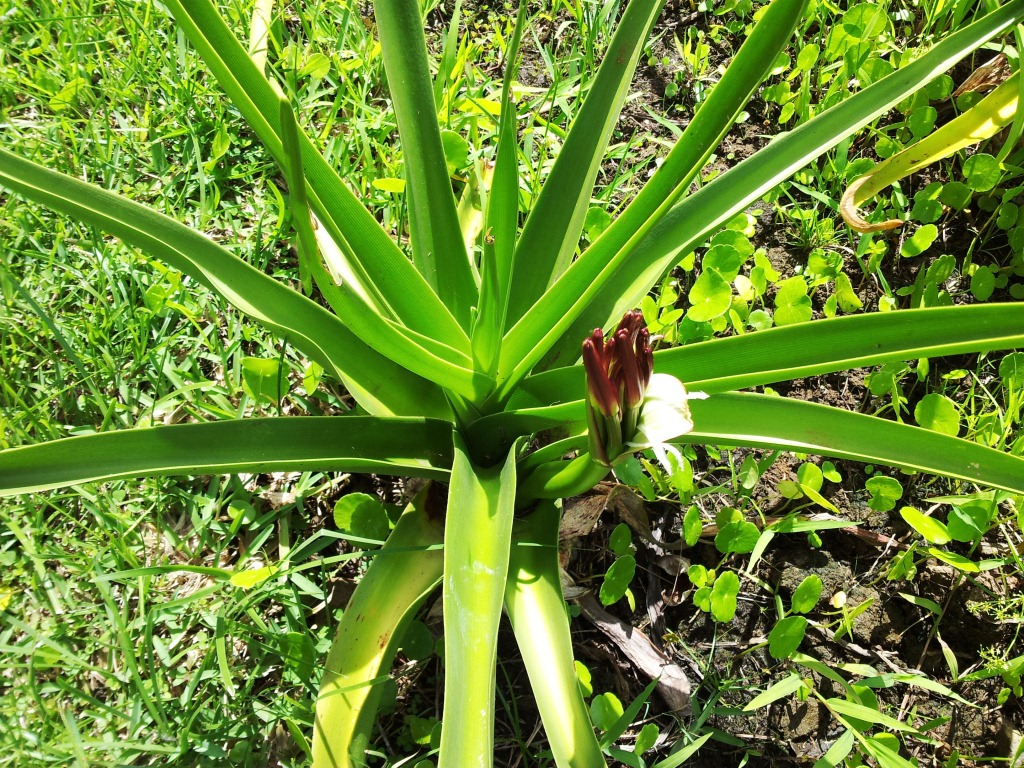
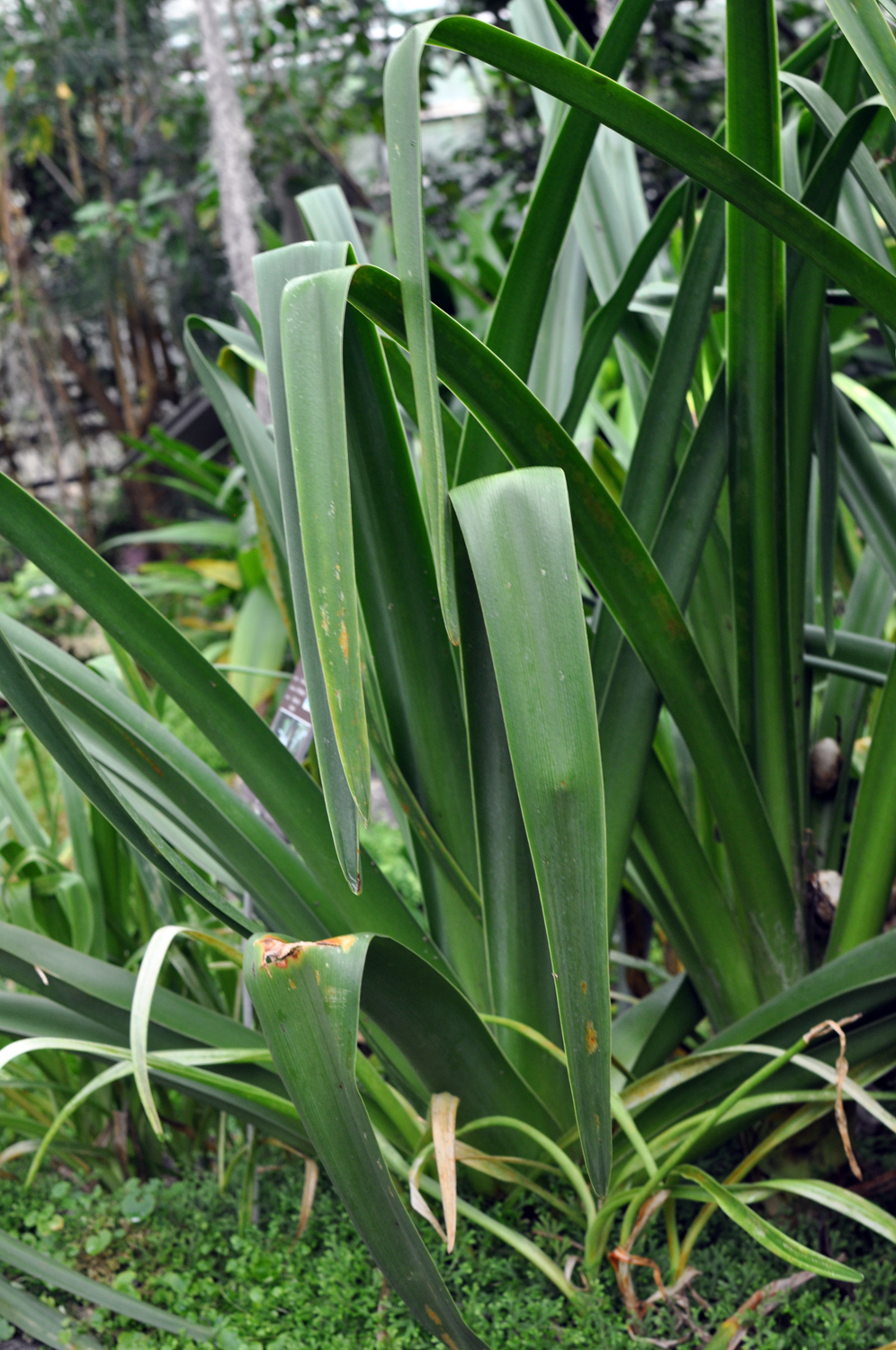
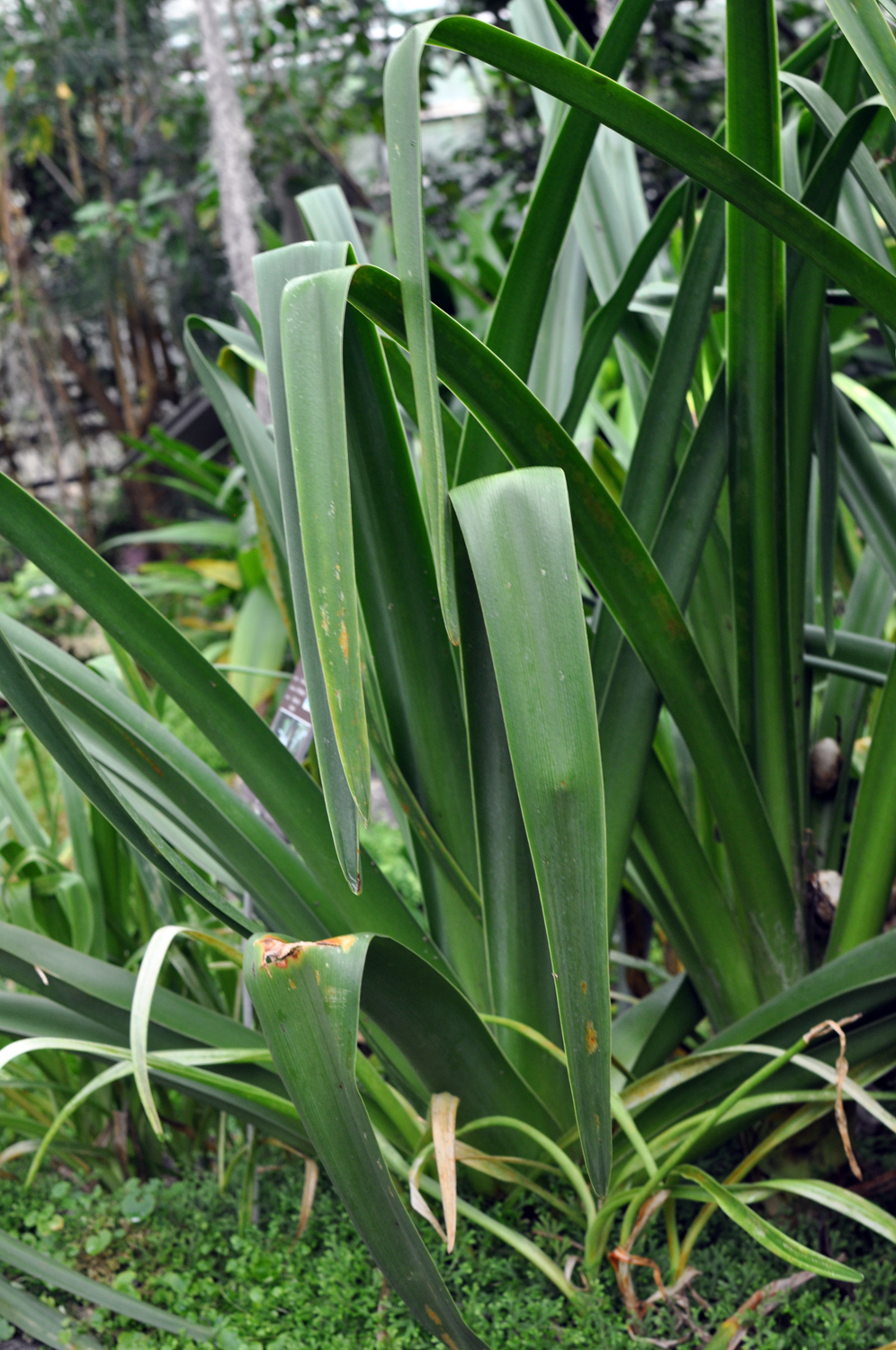